# 康新街道
康新街道是中华人民共和国内蒙古自治区鄂尔多斯市康巴什区下辖的一个街道办事处。于2016年3月批准设立。

## 行政区划
康新街道下辖以下村级行政区划单位：
万和社区、嘉和社区、悦和社区和格德热格社区。